# Koutine
Koutine (en àrab: كوتين) és una imada situada a la delegació de Médenine Nord, a la governació de Médenine, Tunísia. Està situat a 14 km al nord-oest de la ciutat de Médenine, per la carretera nacional 1 o P1.
Segons el cens de 2004, la localitat té una població de 1.980 habitants, 970 homes i 1.010 dones.

## Economia
El 1978, es va concedir el pou de Koutine a la société des Eaux de Koutine per l'acondiciament de la seva aigua. Des del 1979, la ciutat consta amb l'empresa SBT (Société des Boissons de Tunisie).
El 1998, la unitat de Koutine va ser adquirida per la SBT. Aquesta, que consta actualment de dues plantes d'embotellament, produeix i comercialitza refrescos i aigua de la marca Jektiss (جكتيس). Des del 2003, l'empresa extreu aigua de dos pous. A fi de poder comercialitzar-la es realitza un procés de desmineralització per osmosi inversa.

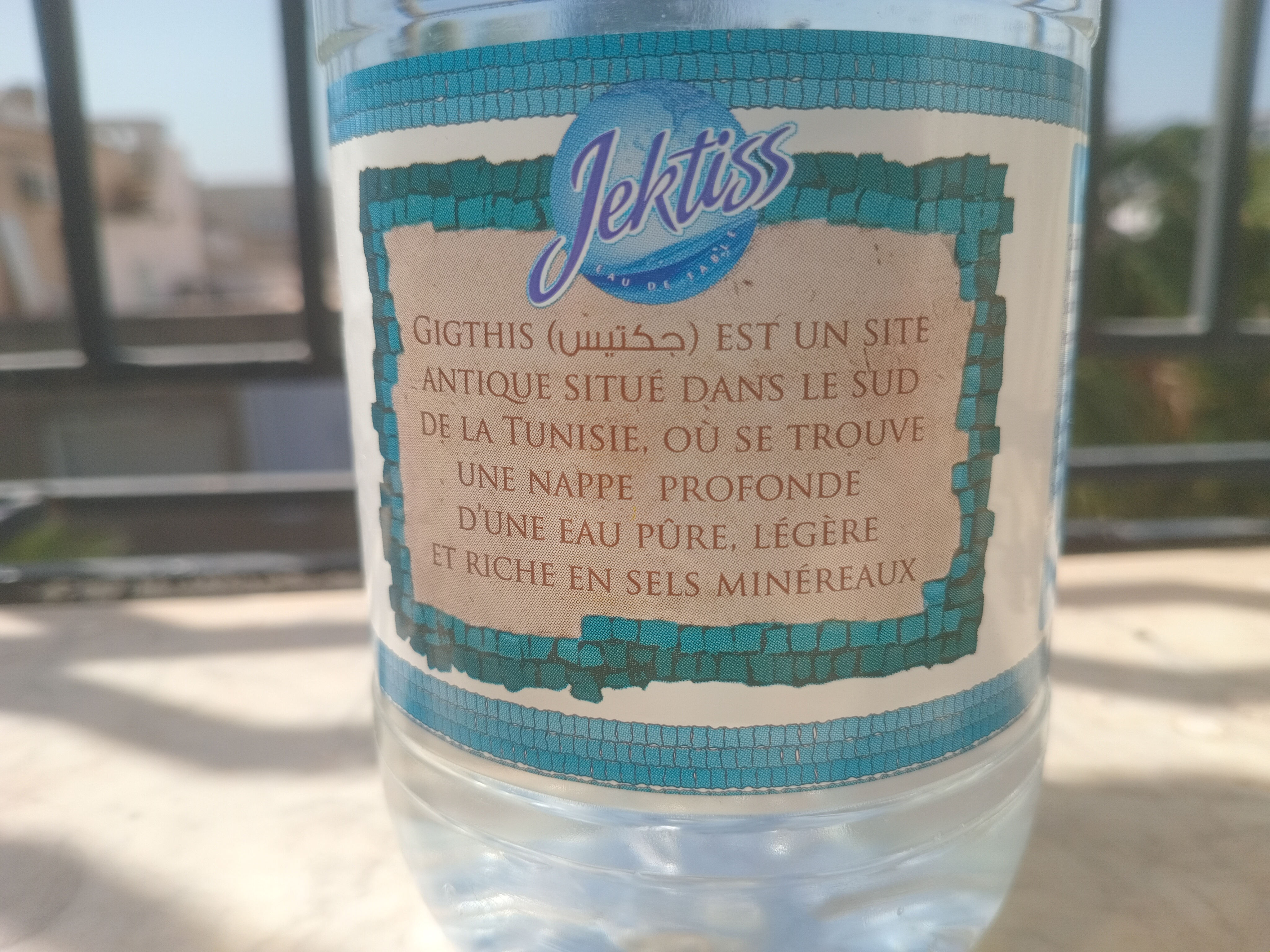
Etiqueta d'una ampolla d'aigua de la marca Jektiss

La marca Jektiss fa referència a l'antiga ciutat de Gightis, així es pot observar a les seves etiquetes.